# Xote
Xote (ˈʃɔti, o ˈʃɔtʃi) è un genere musicale brasiliano e una danza con un ritmo binario o quaternario. È l'equivalente locale del termine tedesco "Schottisch" (scozzese). Xote è un tipo comune di ballo forró.

## Storia
La parola xote è una corruzione della parola tedesca schottisch che significa scozzese; la schottische è imparentata con la polka scozzese. La schottische fu portata in Brasile da José Maria Toussaint nel 1851 ed era una danza popolare tra le classi superiori durante il regno dell'imperatore Pedro II. Successivamente gli schiavi neri ballarono i loro adattamenti della danza, aggiungendo le proprie influenze, convertendole in una danza più popolare e più conosciuta. Questo periodo fu quando lo stile diventò noto come xote o xótis.
Lo xote è una danza molto versatile e ha un certo numero di versioni locali, come la versione meridionale chiamata xote gaúcho.
La danza può incorporare passi da altre danze latino americane, come la salsa, la rumba e il mambo.